# 3.1만세로
3.1만세로(3.1manse-ro)는 경기도 화성시 조암사거리에서 화성시 향남읍 발안1교를 잇는 36.3km의 도로이다.

## 주요 경유지
- 화성시 (장안면 . 팔탄면 . 향남읍)

## 노선
전 구간 국가지원지방도 제82호선에 속하므로 이에 대한 별도 표기는 생략한다.
| 이름           | 접속 노선              | 소재지 | 소재지 | 비고 |
| -------------- | ---------------------- | ------ | ------ | ---- |
| 조암사거리     | 버들로                 | 화성시 | 장안면 |      |
| (이름없음)     | 포승장안로             | 화성시 | 장안면 |      |
| 어은삼거리     | 사랑길                 | 화성시 | 장안면 |      |
| 어은 교차로    | 장안로                 | 화성시 | 장안면 |      |
| (이름없음)     | 금의솔안길             | 화성시 | 장안면 |      |
| 독정입구삼거리 | 수정로                 | 화성시 | 장안면 |      |
| 진고개         |                        | 화성시 | 팔탄면 |      |
| 해창교         |                        | 화성시 | 팔탄면 |      |
| 해창삼거리     | 버들로                 | 화성시 | 팔탄면 |      |
| 발안IC사거리   | 15호선 서해안고속도로  | 화성시 | 팔탄면 |      |
| 발안삼거리     | 국도 제39호선 (서해로) | 화성시 | 향남읍 |      |
| 제암사거리     | 발안만세길             | 화성시 | 향남읍 |      |
| 발안1교        |                        | 화성시 | 향남읍 |      |

## 주요 건물및 시설
- 경기화성새마을금고 본점 (3.1만세로 41/조암리 290-23)
- 미니스톱 우정조암점 (3.1만세로 47/조암리 289)
- 장암119안전센터 (3.1만세로 119/어은리 386-1)
- 대한마트 (3.1만세로 143/어은리 363-13)
- CU 화성어은리점 (3.1만세로 243/어은리 191-1)
- IBK기업은행 화성장안저점 (3.1만세로 365/수촌리 877-26)
- GS25 수촌로드점 (3.1만세로 371/수촌리 880-4)
- 장안자동차정비 (3.1만세로 433/수촌리 939-8)
- 동부자동차공업사 (3.1만세로 433/수촌리 939-8)
- 경동택배 화성장안수촌939 영업소 (3.1만세로 433/수촌리 939-8)
- GS칼텍스 장수주유소 (3.1만세로 480/수촌리 641-2)
- S-OIL 곰산주유소 (3.1만세로 501/수촌리 543-1)
- SK에너지 발안고속주유소 (3.1만세로 562/수촌리 425-7)
- GS25 팔탄해창리점 (3.1만세로 655/해창리 164-1)
- 미니스톱 화성장안대로점 (3.1만세로 656/해창리 166-6)
- 현대오일뱅크 해천주유소 (3.1만세로 726/해창리 13-1)
- CU 화성해창리점 (3.1만세로 735/해창리 10-1)
- 농협 팔탄농협 매곡지점 (3.1만세로 769/매곡리 176-8)
- 미니스톱 화성매곡점 (3.1만세로 781/매곡리 190-4)
- SK에너지 효창에너지 직영3주유소 (3.1만세로 784/매곡리 187-5)
- CU 화성발안IC점 (3.1만세로 804/매곡리 209-7)
- GS칼텍스 발안IC주유소 (3.1만세로 911/제암리 456-2)
- 현대오일뱅크 직영 향남현대주유소 (3.1만세로 972/제암리 286-4)
- 스피드메이트 향남점 (3.1만세로 1015/발안리 152-2)
- 이마트24 동현주유소점 (3.1만세로 1015/발안리 152-2)
- SK에너지 동현주유소점 (3.1만세로 1015/발안리 152-2)
- KT&G화성지점 (3.1만세로 1049/발안리 308)
- 화성시보건소 (3.1만세로 1055/발안리 309)
- 아리따움 화성발안점 (3.1만세로 1104/평리 109-13)
- LG유플러스 향남읍 발안점 (3.1만세로 1106/평리 110-6)
- 새마을금고 발안지점 (3.1만세로 1113/평리 86-2)